# Gordon Fincham
Gordon Richard Fincham (8 tháng 1 năm 1935 – tháng 6 năm 2012) là một cựu cầu thủ bóng đá người Anh thi đấu ở vị trí half back. Sinh ra ở Peterborough, ông có 250 lần ra sân ở Football League cho Leicester City, Plymouth Argyle và Luton Town.